# Dimityr Czorbadżijski
Dimityr Czorbadżijski, pseudonim Czudomir (ur. 25 marca 1890 w Turiji w obwodzie Stara Zagora, zm. 26 grudnia 1967 w Sofii) – pisarz bułgarski. Autor mistrzowskich opowiadań humorystycznych ośmieszających przywary rodaków (tomy Ne sym ot tjach 1935, Naszenci 1936, Ałaminut 1938) opartych na komizmie sytuacyjnym i językowym, układających się w barwną panoramę bułgarskiej codzienności. Czorbadżijski był także znany jako grafik karykaturzysta. W literaturze polskiej ukazały się przekłady jego opowiadań w wyborze Antyspowiedź (1977) i antologii Biała jaskółka (1982).